# سمکنی
سمکنی (به لاتین: Tsamkani) یک منطقهٔ مسکونی در افغانستان است که در ولسوالی چمکنی واقع شده‌است. سمکنی ۱٬۷۸۸ متر بالاتر از سطح دریا واقع شده‌است.